# Otto David (Schauspieler)
Otto David (26. November 1931 in Wien – 19. März 2012 in Graz) war ein österreichischer Schauspieler und Hochschullehrer. Er war ab 1969 Ensemblemitglied am Grazer Schauspielhaus und wurde zum Kammerschauspieler ernannt.

## Leben und Werk
Otto David studierte Schauspiel am Max Reinhardt Seminar in Wien. Er wurde zunächst an die Landestheater Salzburg und Linz verpflichtet. Ab der Spielzeit 1961/62 gehörte er bis 1965 zum Ensemble des Bayerischen Staatsschauspiels, wo er schwerpunktmäßig das klassische Theaterrepertoire (Shakespeare, Schiller, Strindberg, Molnar) spielte. Anschließend war er am Theater Basel engagiert.
1969 wechselte er ans Grazer Schauspielhaus. Hier galt er als „Publikumsliebling“ und erwarb sich den Ruf „als vielseitiger und enorm berührender Schauspieler“. Seine langjährigen gemeinsamen Auftritte mit der Grazer Kammerschauspielerin Gerti Pall galten in Graz als „legendär“.
Otto David spielte er umfangreiches Repertoire, das Rollen sowohl in klassischen Tragödien, aber auch im Volksstück und in Salonkomödien umfasste. Zu seinen Grazer Rollen gehörten u. a. König Etzel in Die Nibelungen, der Professor in Onkel Wanja und der alte Dogsborough in Der aufhaltsame Aufstieg des Arturo Ui. Außerdem war er in den Uraufführungen der drei Werner-Schwab-Stücke Mesalliance aber wir ficken uns prächtig (1992), Pornogeographie. Sieben Gerüchte (1993) und Troiluswahn und Cressidatheater (1995) besetzt.
An der Oper Graz war er von 1974 bis 1976 als Bassa Selim in der Axel-Corti-Inszenierung von Mozarts Die Entführung aus dem Serail (mit Edita Gruberová als Konstanze und Peter Schreier als Belmonte) zu sehen. 1994 übernahm er an der Grazer Oper den Samiel in der Oper Der Freischütz. Im Sommer 1996 verkörperte er auf der Grazer Schloßbergbühne die Rolle des Gerichtsdieners Frosch in der Operette Die Fledermaus.
In der Spielzeit 2008/09 spielte er, an der Seite von Peter Simonischek in der Titelrolle, in Baumeister Solness den Architekten Knut Brovik. In der Spielzeit 2008/09 war er weiters in der Radetzkymarsch-Dramatisierung von Andreas Karlaganis und Ingo Berk als Kaiser Franz Joseph I. und neben Udo Samel als „souveräner“ und „väterlich abgeklärt[er]“ Narr in der König Lear-Inszenierung von Peter Konwitschny zu sehen. 2011 war er der König in der szenischen Lesung des Romans Der alte König in seinem Exil von Arno Geiger.
Otto David trat trotz Krankheit bis zuletzt noch in kleineren Rollen auf. In der Spielzeit 2011/12 spielte er den Großinquisitor in Don Carlos, inszeniert von Ingo Berk.
Neben seiner Tätigkeit in der Steiermark war er an zahlreichen Rundfunk- und Fernsehproduktionen beteiligt und gastierte am Theater in der Josefstadt in Wien und am Berliner Renaissance-Theater.
An der Universität für Musik und darstellende Kunst Graz, der früheren Kunst-Hochschule, unterrichtete er von 1968 bis 1976, von 1980 bis 1984 und von 1995 bis 1997 in den Fächern „Sprecherziehung“, „Ensembleunterricht“, „Dramatischer Unterricht“ und „Rollengestaltung“.
Otto David starb im März 2012 im Alter von 81 Jahren nach längerer Krankheit.

## Rollen am Bayerischen Staatsschauspiel (Auswahl)
Die Angaben beziehen sich auf die Premiere in der jeweiligen Spielzeit, und auf das Theater, in dem die Produktion zuerst gezeigt wurde. Teilweise wurden Stücke auch an andere Spielorte übernommen.

### Residenztheater
- 1961/62: Rausch, Rolle: Adolphe, Regie: Ernst Ginsberg
- 1962/63: Bluthochzeit (Erstaufführung), Rolle: Der Bräutigam, Regie: Helmut Henrichs
- 1962/63: Camino Real von Tennessee Williams (Erstaufführung), Rolle: Lord Byron, Regie: Gerd Brüdern
- 1962/63: Cyrano de Bergerac, Rollen: Brissaille, Edelmann u. a., Regie: Detlef Sierck
- 1963/64: Kabale und Liebe, Rolle: Hofmarschall von Kalb, Regie: Kurt Meisel
- 1963/64: Prinz Friedrich von Homburg, Rolle: Stranz, Regie: Helmut Henrichs
- 1963/64: Undine, Rolle: König, Regie: Willi Schmidt
- 1963/64: Macbeth, Rolle: Angus, Regie: Axel von Ambesser
- 1963/64: Liliom, Rolle: Der junge Hollunder, Regie: Kurt Meisel
- 1964/65: Der Sturm, Rolle: Francisco, Regie: Detlef Sierck

### Cuvilliés-Theater
- 1961/62: Der Widerspenstigen Zähmung, Rolle: Hortensio, Regie: Heinz Hilpert

## Hörspiele (Auswahl)
- 1956: Walter Netzsch: 30 Sekunden – Regie: Ferry Bauer (Original-Hörspiel, Kriminalhörspiel – ORF Oberösterreich)
- 1958: Lester Powell: Die Dame ist blond (8 Folgen) – Regie: Ferry Bauer (Kriminalhörspiel – ORF Oberösterreich)

Quelle: OE1-Hörspieldatenbank

## Auszeichnungen
- Kammerschauspieler
- Großes Ehrenzeichen des Landes Steiermark
- Goldenes Ehrenzeichen der Stadt Graz